# 歌川和彦
歌川 和彦（うたがわ かずひこ、1961年5月1日 - ）は、日本の作曲家、作詞家、編曲家、音楽プロデューサー、シンガーソングライター、著作家、ボイストレーナーである。血液型A型。福島県福島市出身。サムガイズ・ミュージック所属。

## 略歴
10代の頃からバンドを始め、東京都内各ライブハウス特にShibuya eggmanを中心に活動。その頃やっていたバンド活動が認められたのと1989年リクルート社のCMソングオーディションでグランプリを獲得したのをきっかけにソニー・ミュージックと契約。同時に作詞・作曲の依頼も受け近藤真彦・吉田栄作・SAY'S・マルシア・KIX-S・鈴里真帆・中川進などに曲を提供。また、シンガーとしてもプロレス団体SWSのテーマ曲、アーティストの仮歌入れ・コーラス（近藤真彦「アンダルシアに憧れて」など）の歌のスタジオ・ミュージシャンとしても活動。その後アンティノスミュージックと契約。著述として「ボイストレーナー歌川和彦のボーカルテクニックお悩み解決大事典」ISBN 978-4777620739を 株式会社フェアリー より2015年出版。現在も都内大学の応援ソングやアップアップガールズ（仮）などに曲を提供。現在ＪＲ東海“推し旅”キャンペーンソング｢風とコンチェルト｣も各種サブスクで配信中。サムガイズ・ミュージック で作詞・作曲家やボイストレーナーとして活動中。

## 作品

### 近藤真彦
- 「HIPS」（作詞・作曲）
- 「THESE GIRLS」（作詞・作曲）
- 「気ままにWORKIN’」（作詞・作曲）
  - シングル「気ままにWALKIN’」C/W曲
- 「パワー・オブ・ウーマン」（作詞・作曲）
  - シングル「Ho Ho Ho…」C/W曲
- 「今夜はAlright」（作詞）
  - シングル「デスペラード」C/W曲
- 「If You Need Somebody To Love」（作詞・作曲）
- 「少年のこころ」（作詞・作曲）
- 「WISE GUY」（作詞・作曲・編曲）
  - シングル「少年のこころ」C/W曲
- 「ワル」（作詞・作曲）
- 「Cindy」（作詞・作曲・編曲）
- 「南十字星」（作詞）
- 「WITH YOU」（作詞・作曲）
- 「ハレルヤ」（作詞）
- 「君が帰る道」（作詞・作曲）

### SAY’S
- 「気ままにWORKIN’」（作詞・作曲）

### 吉田栄作
- 「それぞれの笑顔」（作曲）
- 「Vヴィクトリー」（作曲）
- 「いつだって今が始まり」（作曲）
- 「REBORN」（作詞・作曲）
- 「あの海は見えるか」（作曲）

### KIX-S
- 「とびきりのLONELY TIME」（作曲/安宅美春との共作）

### 鈴里真帆
- 「Girlly」（作曲/鈴里真帆との共作）

### マルシア
- 「こんなにも近い空」（作曲）

### 中川進
- 「グラフィティー」（作詞・作曲）

### アップアップガールズ（仮）
- 「野生神風燃ゆ戦場」（作曲）

## ディスコグラフィー
- 「キンモクセイ」 - YouTube
- 「Spanish Walk」- YouTube
- 「D-I-N」- YouTube
- 「Poppin' Candy」- YouTube
- 「限界散々コーリング」- YouTube
- 「サマー・オブ・ラヴ」- YouTube
- 「待っているよ」- YouTube
- 「旦那がナンダ」- YouTube

## 著書
- 「ボイストレーナー歌川和彦のボーカルテクニックお悩み解決大事典」
  - ISBN 978-4777620739 - 株式会社フェアリーより2015年出版。